# Жене (филм)
„Жене” је југословенски ТВ филм из 1969. године. Режирао га је Урош Ковачевић а сценарио је написао Сеад Фетахагић.

## Улоге
| Глумац         | Улога |
| -------------- | ----- |
| Ђурђија Цветић |       |
| Јосипа Мауер   |       |